# شامونی

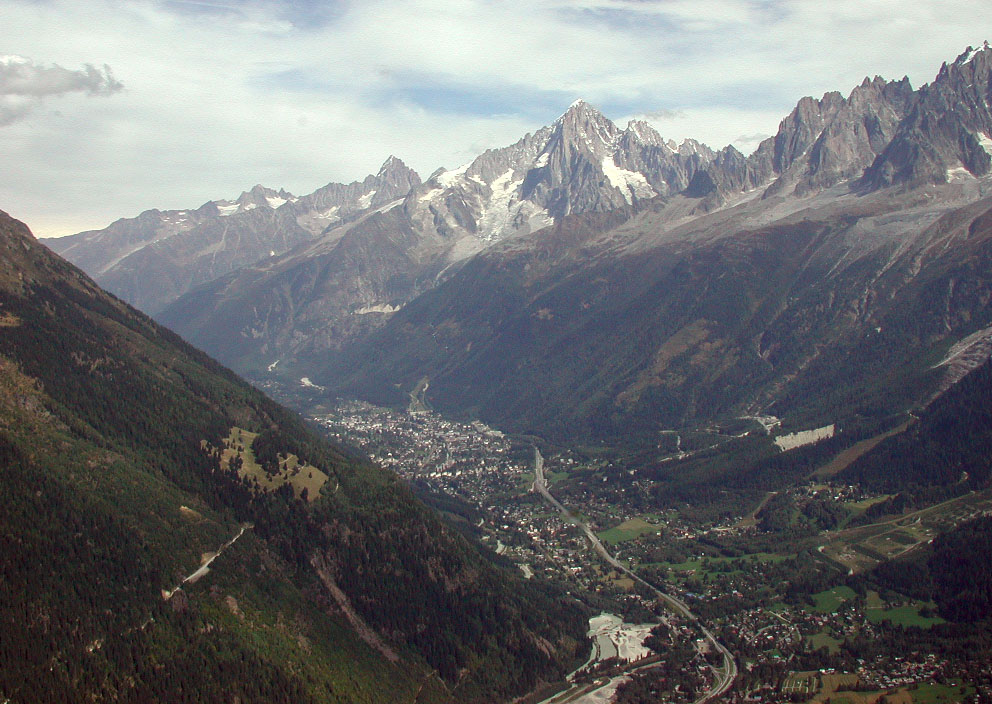

شامونی-مون-بلان (به فرانسوی: Chamonix-Mont-Blanc) که معمولاً به سادگی شامونی (به فرانسوی: Chamonix) (تلفظ فرانسوی: [ʃamɔni]) خوانده می‌شود یک روستا در شهرستان اوت سووآ از ناحیه رون آلپ در فرانسه است. علت شهرت این روستا به خاطر میزبانی اولین دوره بازی‌های المپیک زمستانی یعنی بازی‌های المپیک زمستانی ۱۹۲۴ می‌باشد. جمعیت این روستا ۹٬۸۰۰ نفر است که رتبه ۸۶۵م در فرانسه محسوب می‌شود.
مساحت آن ۲۴۵٫۴۶ کیلومتر مربع و ارتفاع از سطح دریا در این روستا بین ۹۹۵–۴٬۸۱۰ متر است

## شهرهای خواهر
- اسپن، کلرادو
- سیلائوس
- کورمایور
- دوو، سوئیس
- فوجی‌یوشیدا، یاماناشی
- گارمیش-پارتنکیرچن